# Articolo 35 della Costituzione italiana
( Costituzione della Repubblica Italiana, articolo 35, su normattiva.it.)
L'articolo 35 della Costituzione italiana è il primo articolo del titolo 3 della prima parte della costituzione, cioè i rapporti economici.

## Storia
L'articolo 35 è entrato il vigore, con l'intera Costituzione italiana, nel 1948.
Meuccio Ruini spiega l’idea di introdurre nella Costituzione un titolo sui “Rapporti Economici”, dicendo che non c’era ancora un articolo che tutelava il lavoro, forza essenziale per la società. Particolare importanza ebbe la stesura del quarto comma, in quanto la prima parte è stata formulata dall’Assemblea Costituente, la quale volle garantire un'ampia tutela dell’immigrazione e favorire una graduale abolizione dei vincoli internazionali alla libertà di trasferimento dei lavoratori, e nella seconda parte ci fu l'intervento di Vittorio Foa che volle sottolineare la volontà di combattere l’isolazionismo demografico e i divieti di immigrazione.

## Comma 1
“La Repubblica tutela il lavoro in tutte le sue forme ed applicazioni."
Getta le basi per una dettagliata regolamentazione giuridica posta a tutela del lavoratore, in modo particolare del lavoratore subordinato (rapporto di lavoro nel quale il lavoratore cede il proprio lavoro ad un datore di lavoro in modo continuativo, in cambio di una retribuzione monetaria). I costituenti difficilmente avrebbero potuto prevedere che il concetto di lavoro in tutte le sue forme e applicazioni sarebbe stato ampliato come è avvenuto con la riforma del diritto del lavoro che ha portato alla creazione di nuove tipologie contrattuali. Queste hanno concorso ad ampliare le opportunità lavorative, sebbene accrescendone la precarietà. Viene quindi apprestata tutela al lavoratore, parte debole del rapporto, rispetto alla figura datoriale. In attuazione di ciò si sono susseguite nel tempo varie leggi, di regola volte sia a garantire protezione al prestatore di lavoro sia ad agevolare l'occupazione.
Il primo comma evidenzia il fatto che il datore di lavoro deve adottare tutte le misure che in base alla particolarità del lavoro, all'esperienza e alla tecnica, sono richieste per tutelare l'integrità psico-fisica dei propri dipendenti. In caso di infortunio sul lavoro, infatti, si ha il diritto di assentarsi finché non si guarisce senza perdere lo stipendio; se poi l’infortunio dipende dalla mancata attuazione delle misure di sicurezza da parte del datore, non c’è un limite temporale alla malattia.
Interviene la legge per garantire la tutela del lavoratore in casi di lavoro in nero.
L'articolo 35 trasforma il dovere di lavoro a un diritto di lavoro.

## Comma 2
"Cura la formazione e l'elevazione professionale dei lavoratori."
La formazione dei lavoratori viene spesso realizzata dall'ordinamento unitamente a quella scolastica. Infatti, una volta conclusa la scuola dell'obbligo (come viene citato nell'articolo 34), tra le possibilità che si presentano ai singoli vi è quella di intraprendere cicli di studi professionalizzanti, cioè tendenti ad una formazione che consenta un immediato inserimento nel mondo del lavoro. In questo caso l'ordinamento deve essere inteso in un'accezione ampia, che comprende non solo lo Stato centrale ma anche le Regioni, gli altri enti territoriali e le istituzioni sovranazionali.
Con il primo termine si allude ad ogni tipo di attività che miri alla diffusione delle conoscenze teoriche e pratiche necessarie per svolgere ruoli professionali volti al primo inserimento, alla qualificazione, alla specializzazione, all'aggiornamento ed al perfezionamento dei lavoratori. Diversamente l'elevazione professionale dei lavoratori punta all'inserimento dei lavoratori nel mercato del lavoro.
Dal momento che il lavoro deve essere stimolante, i padri costituenti hanno affermato un vero e proprio diritto alla carriera che oggi viene spesso tutelato nelle aule dei tribunali contro le forme di demansionamento o di perdita di chance lavorative. Ecco perché la legge spesso prevede la formazione obbligatoria per numerose categorie lavorative, dipendenti e autonomi. La ragione di questa prescrizione sta nel fatto che la scienza e la tecnologia si evolvono coi tempi in modo rapido, imponendo costanti e tempestivi aggiornamenti che diventano un dovere vero e proprio nell’interesse del lavoratore e soprattutto della società.

## Comma 3
"Promuove e favorisce gli accordi e le organizzazioni internazionali intesi ad affermare e regolare i diritti del lavoro."
Il richiamo agli accordi e alle organizzazioni internazionali intesi ad affermare e regolare i diritti del lavoro, affonda le radici in una tradizione storica importante dell'Italia che aveva stipulato numerosi trattati bilaterali in materia di diritti del lavoro all'estero e, reciprocamente, ai lavoratori stranieri in Italia. La Carta dei diritti fondamentali dell'Unione europea tiene in grande considerazione il lavoro, soprattutto agli articoli 29, 30 e 31 relativi, rispettivamente, all'accesso ai servizi di collocamento, alla tutela per licenziamenti ingiustificati ed alle condizioni di lavoro.
L'interruzione di questa vocazione internazionalista in materia di diritto del lavoro sotto regime fascista, trova rimedio proprio con la sottolineatura della rilevanza della dimensione sovranazionale della tutela del lavoro. Nel dettare una disposizione che, a distanza di anni, è più che mai di attualità alla luce della concorrenza basata sull'abbassamento dei costi sociali e sulla delocalizzazione delle attività produttive che la globalizzazione dell'economia ha portato con sé, spesso a tutto danno della tutela del lavoro. Il precetto dell’articolo si risolve in un pegno nella promozione di una disciplina sovranazionale del lavoro, al fine di offrire le più ampie tutele a lavoratori italiani all'estero e, reciprocamente, ai lavoratori stranieri in Italia.
Ancora una volta, l’Italia si apre alla comunità internazionale, in opposizione al regime chiuso e nazionalista del fascismo. La tutela sovranazionale dei diritti dei lavoratori trova la sua più rilevante base giuridica nelle convenzioni promesse dall’Organizzazione internazionale del Lavoro (Oil) ed è garantita dalla Corte europea dei diritti dell'uomo (CEDU). Ma i lavoratori che lamentano la violazione dei propri diritti da parte dei giudici nazionali possono anche rivolgersi alla Corte di Giustizia Europea, specie con riferimento alle norme sulla violazione della parità di trattamento tra uomo e donna.

## Comma 4
"Riconosce la libertà di emigrazione, salvo gli obblighi stabiliti dalla legge nell'interesse generale, e tutela il lavoro italiano all'estero."
L’ultima parte dell’articolo 35 della Costituzione afferma il diritto di emigrare per cercare lavoro. Il che appare come un controsenso rispetto al resto dell’articolo: l’anticipata affermazione di un fallimento dello Stato che non è riuscito a garantire, ad ogni cittadino, il diritto al lavoro. Così siamo davanti a una generalizzata fuga dei cervelli. In questo, però, la colpa non è solo dello Stato ma anche dei singoli cittadini. E così, non solo nelle pubbliche amministrazioni ma anche negli ambienti privati, la meritocrazia è messa sotto i piedi: il lavoratore viene considerato spesso non come strumento di crescita per l’intera realtà aziendale, ma come semplice prestatore di manodopera. I più giovani e intraprendenti, decidono di andare all’estero per essere valorizzati, dal momento in cui l'Italia è un Paese fondato sulla gerocrazia; dove la carriera è riservata solo ai più anziani.
L'obbligo di sicurezza nei confronti del lavoratore italiano che svolge attività fuori dai confini nazionali ricade sul datore di lavoro italiano, che deve assicurare idonee misure per tutelarne la salute e sicurezza, tenendo conto del noto principio della “massima sicurezza tecnologicamente possibile", pacificamente ritenuto applicabile dalla  giurisprudenza in materia di salute e sicurezza alla prevenzione degli infortuni e delle malattie professionali.
Il datore di lavoro dell'azienda o unità produttiva del lavoratore inviato all'estero deve, quindi, assicurare idonee misure per la tutela della salute e della sicurezza secondo i livelli prescritti dalle norme di prevenzione della normativa italiana, avuto riguardo al principio appena richiamato. In tale logica il datore di lavoro italiano deve considerare i "rischi generici aggravati" relativi alla localitá straniera, in ambito politico, geografico, sanitario e giuridico.

## Il lavoro nella Costituzione e nell'articolo 35
Il lavoro nella costituzione italiana viene citato in molti articoli, infatti è alla base della struttura sociale italiana. Negli articoli 1, 3, 4 il lavoro è inteso nel suo significato più ampio, in questi tre articoli infatti è scritto che l’Italia è una Repubblica Sociale Italiana fondata sul lavoro e che riconosce a ogni cittadino il diritto al lavoro. Negli articoli compresi fra il 35 e il 40 questo argomento è trattato in modo più specifico, perché tutela i lavoratori subordinati nei confronti dei datori di lavoro.
Nell'articolo 3 la Costituzione italiana ha cercato di dare risposte ai problemi riguardanti la questione sociale, da cui deriva la particolare importanza attribuita al lavoro, considerata l’elemento indispensabile per  la società. Nello stato democratico l’elemento fondamentale è il lavoratore e considera il lavoro come un diritto e un dovere. Nell’articolo 35 è stabilito come criterio generale il riconoscimento di un’uguale protezione a tutti tipi di lavoro ed è inclusa la conservazione del posto di lavoro e la garanzia d’occupazione. L’articolo 35 mira ad assicurare e tutelare il lavoro di ogni cittadino.